# Power Macintosh G3/G4 szerverek
A Power Macintosh G3 és G4 szerverek (1998. január elseje – 2002. augusztus 13.) az Apple által fejlesztett, gyártott és forgalmazott számítógépek voltak. Alapjuk Power Macintosh G3 és G4 asztali gépek voltak, amelyeket a szerver feladatok ellátásához szükséges hardver- és szoftverkiegészítővel láttak el. Ezért az asztali gépekből is lehetett szerényebb tudású szervert létrehozni a megfelelő szoftverek hozzáadásával, illetve a szervernek szánt hardver felszereltségű gépen is lehetett munkát végezni, mintha asztali gép volna. A Power Macintosh G3 és G4 szerverek elődje az Apple Workgroup szerverek voltak, utódai az Xserve eszközök lettek.

### Power Macintosh G3 szerver
A Power Macintosh G3 szerver 1998. január 1-jén került bemutatásra, a gép a Power Macintosh G3 megerősített változata volt. A szerver PowerPC 750 (G3) processzorral működött, az órajel 233 MHz-től 450 MHz-ig terjedt. A memória csak 32 MB volt, de bővíthető volt 1 GB-ig.

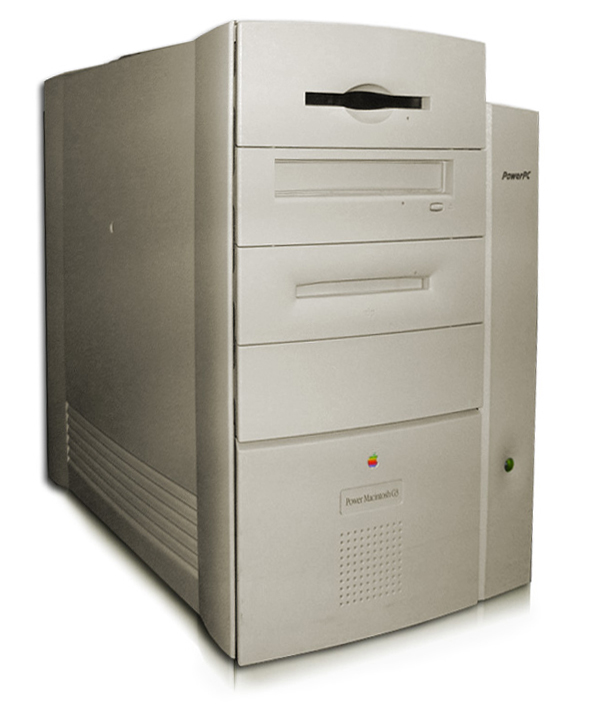
Power Macintosh G3 minitorony

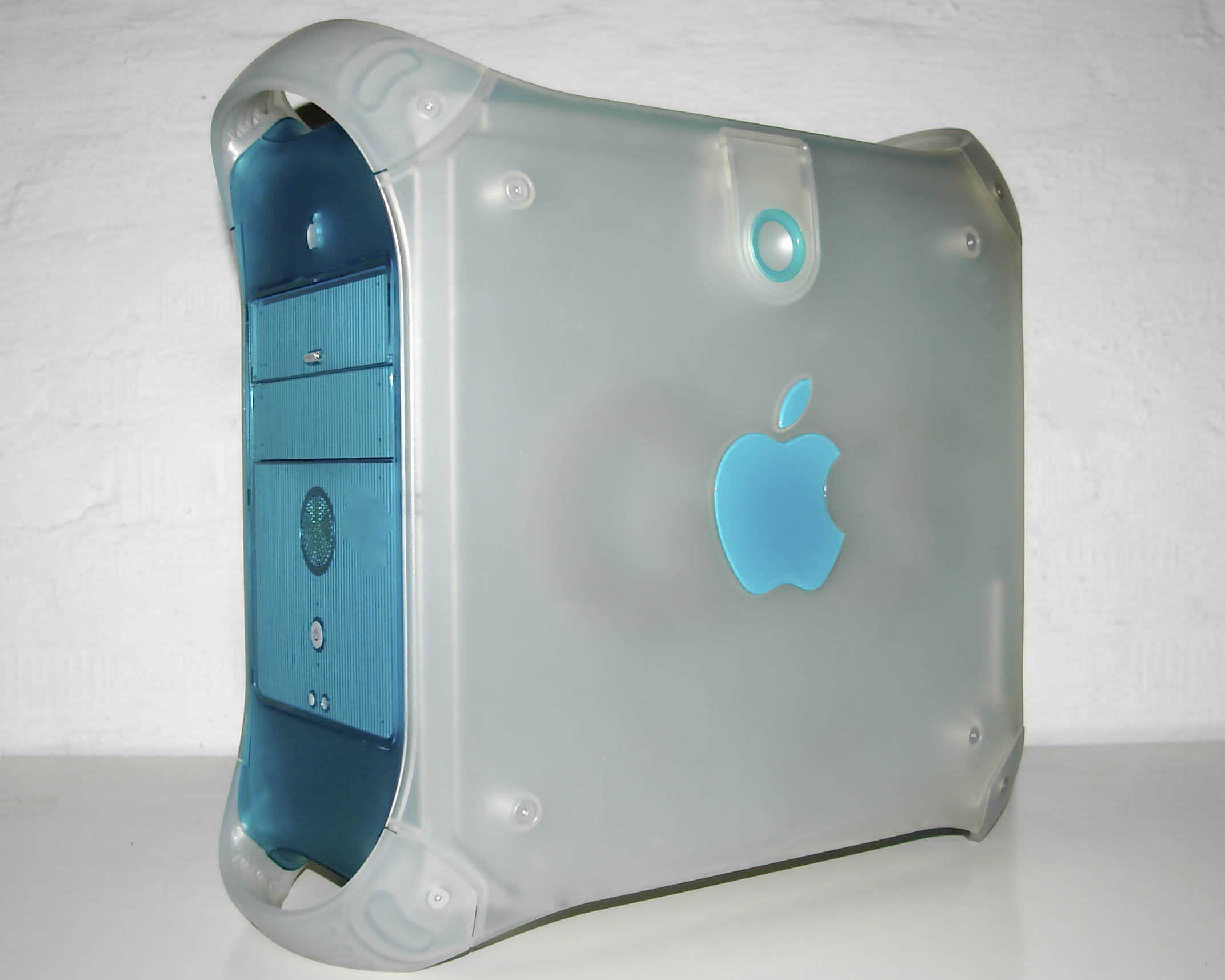
Power Macintosh G3 (Blue & White)

A Power Macintosh G3 szerverek esetében a tárolókapacitást SCSI merevlemezek biztosították, amelyek kapacitása 4 GB és 18 GB között mozgott. Ezek a merevlemezek az asztali gépbe szereltekhez képest nagyobb megbízhatóságot kínáltak. A megbízhatóság számos tényezőt takart. A SCSI merevlemezek hosszabb élettartammal rendelkeztek, mivel ipari és szerver környezetekre tervezték őket, ahol folyamatos, 24/7 üzemeltetésre van szükség. Emellett magasabb MTBF (Mean Time Between Failures: meghibásodások közötti átlagidő) értékük volt, azaz ritkábban hibásodtak meg. Fejlettebb hibajavító kódolást (ECC - Error Correction Code) használtak, amely képes volt felismerni és javítani a hibákat, ezáltal csökkentve az adatvesztés esélyét. A SCSI meghajtók gyakran nagyobb fordulatszámmal működtek (7200 RPM, 10 000 RPM vagy akár 15 000 RPM, ahol az rpm: percenkénti fordulatszám), ami gyorsabb adatátvitelt és rövidebb hozzáférési időt eredményezett. Továbbá, ezek a meghajtók jobb hőkezelési megoldásokkal is rendelkeztek, ami csökkentette a túlmelegedés kockázatát és hozzájárult a stabilabb működéshez. Emellett RAID támogatással is rendelkeztek, amely növelte az adatok redundanciáját és biztonságát.
A G3 szerverek egy alaplapi 10/100Base-T Ethernet porton át kapcsolódtak a lokális hálózatra.
A Power Macintosh G3 szerverekhez tartozó szoftverek közül az AppleShare IP volt a legfontosabb. Ez a szoftvercsomag biztosította a hálózati és fájlkezelési feladatok hatékony elvégzését. Az AppleShare File Server lehetővé tette a fájlok megosztását és kezelését az AppleTalk és TCP/IP hálózatokon keresztül, míg az AppleShare Print Server nyomtatási szolgáltatásokat nyújtott a hálózaton át. Az AppleShare Web Server alapvető web szerver szolgáltatást kínált, amely lehetővé tette weboldalak hosztolását. Emellett az AppleShare Mail Server e-mail szolgáltatásokat biztosított, támogatva a POP és SMTP protokollokat. Az Apple Remote Access (ARA) Server lehetővé tette a távoli hozzáférést, így a felhasználók távolról is csatlakozhattak a hálózathoz és használhatták annak erőforrásait.
Továbbá a Mac OS X Server korai verziói is elérhetőek voltak a Power Mac G3 szervereken, amelyek további fejlett szerver funkciókat biztosítottak. Ezek közé tartozott a teljes értékű web szerver, az Apache HTTP Server és a QuickTime Streaming Server, amely lehetővé tette az audio- és videó tartalmak élő közvetítését és streamelését.
Az Apple Network Assistant lehetővé tette, hogy távolról menedzseljék és felügyeljék a hálózathoz csatlakozó Macintosh számítógépeket. Ez a szoftver különösen hasznos volt a hálózati problémák diagnosztizálásában és a rendszerek távoli adminisztrálásában.
Két Power Macintosh G3-t erősített meg az Apple, hogy szerverként értékesítse. Az egyik a minitoronyházas Power Macintosh G3 gép volt, egyre gyorsabb – 233, 266, 300 és 333 MHz – PowerPC 750 (G3) processzorral. A másik a kék-fehér Power Macintosh G3 volt, azonos processzorral 350, 400, majd 450 MHz-es sebességgel.

### Power Mac G4 szerver

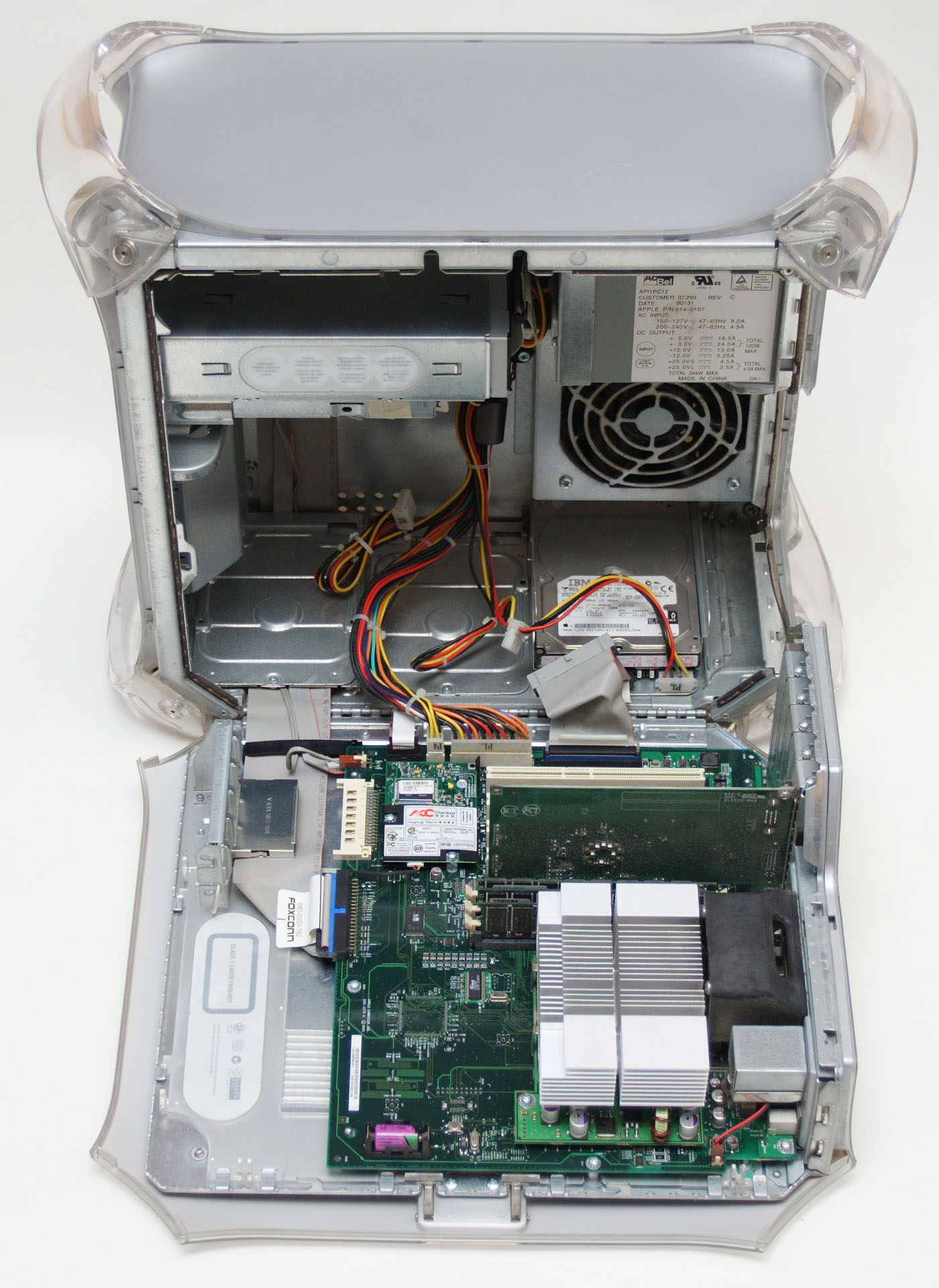
Power Mac G4 QuickSilver – akár működés közben is lenyitható – oldalával. Érdemes összehasonlítani a belső elrendezést a lentebb látható MDD elrendezéssel, látható a jelentős áttervezés

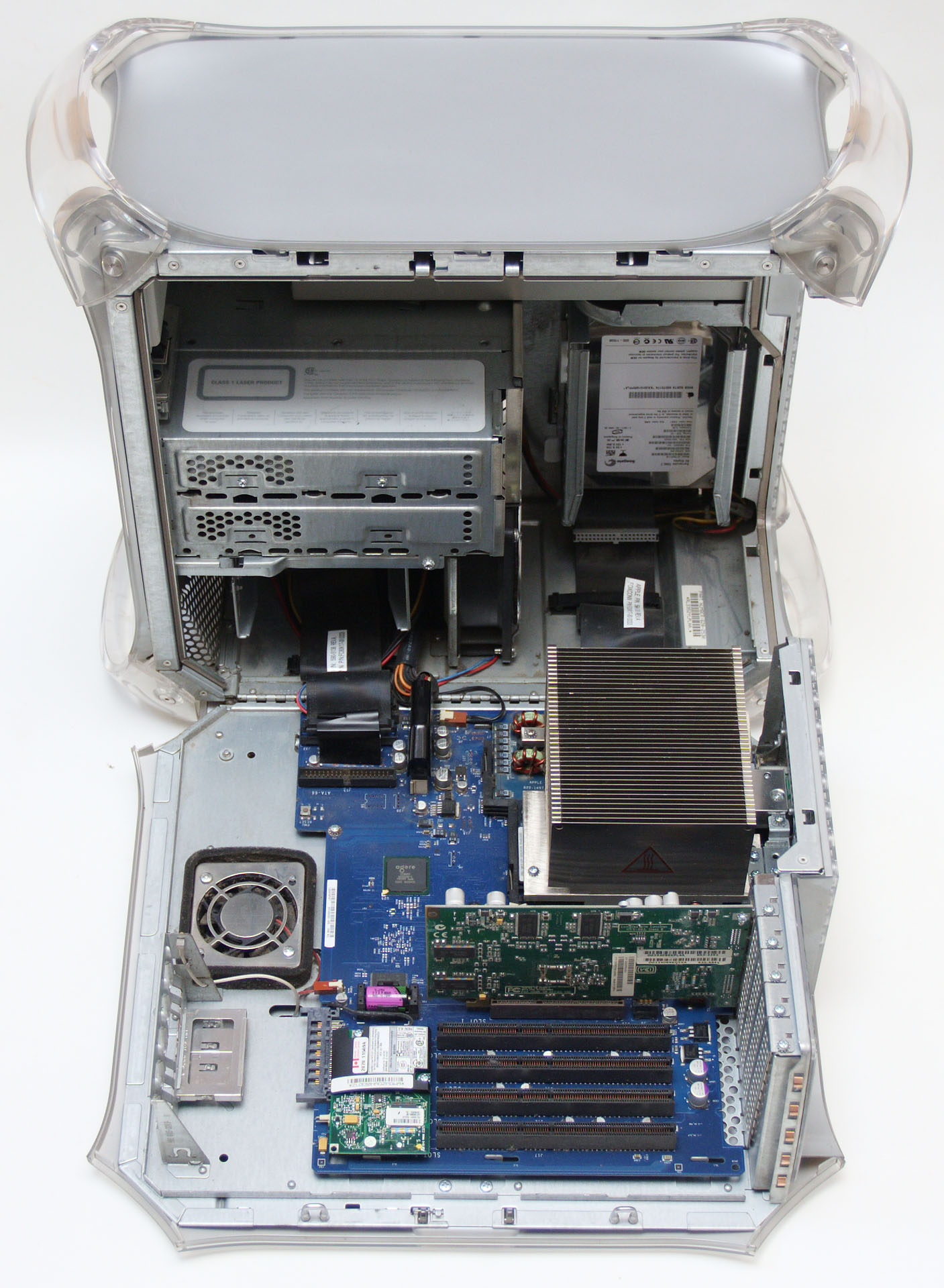
Power Mac G4 MDD belseje. Érdemes összehasonlítani a belső elrendezést a fentebb látható Quicksilver elrendezéssel, látható a jelentős áttervezés

A Power Mac G4 szerver 1999. január 5-én került piacra, a Power Mac G4 megerősített változata volt. Ezek a szerverek PowerPC G4 (PowerPC 7400)  processzorral voltak felszerelve, az órajel 350 MHz-től 1 GHz-ig terjedt. Az alapértelmezett memória 128 MB volt, de (hivatalosan) 2 GB-ig bővíthető volt. A Power Mac G4 szerverek az adatokat ATA és/vagy SCSI merevlemezeken tárolta. A merevlemezek kapacitása az ATA meghajtók esetében 10 GB-tól 40 GB-ig terjedt, míg a SCSI meghajtók esetében a kapacitás akár 147 GB is lehetett.
A Power Mac G4 szerverek esetében lehetséges volt a két Gigabit Ethernet (10/100/1000Base-T Ethernet) portot összekapcsolni, hogy virtuálisan egy dupla sávszélességű portként működjenek. Ezt a technikát Ethernet bonding vagy link aggregation néven ismerjük, amely lehetővé teszi, hogy a két port együttesen nagyobb hálózati sávszélességet és redundanciát biztosítson. A Power Mac G4 Gigabit Ethernet modellek, például a Power Mac G4/450 DP (Gigabit), támogatták ezt a technológiát.
A szerverekben nagyobb teljesítményű processzorokat és több merevlemezt használtak, amelyek több hőt termeltek. A G4 szerverek jellemzően nagyobb és hatékonyabb ventilátorokkal voltak ellátva, mint az alapmodellek, így biztosították a megfelelő légáramlást a rendszerben. A Gigabit Ethernet modell például külön hűtőbordákat és ventilátorokat tartalmazott a processzor és az alaplap hűtésére, így minimalizálva a túlmelegedés kockázatát és biztosítva a rendszer stabilitását hosszú távú használat során. A duál-processzoros Quicksilver modellekbe speciális hűtőbordák és nagy teljesítményű ventilátorok kombinációja került, hogy folyamatosan magas terhelés mellett is megbízhatóan működjön a szerver.
Az operációs rendszer szerver verziója, a Mac OS X Server számos hálózati és szerver feladatot támogató funkcióval rendelkezett, beleértve az Apache HTTP Server-t, a Postfix és Cyrus Mail Services-t, az Open Directory-t LDAP és Kerberos támogatással, az AFP, SMB/CIFS és NFS hálózati fájlmegosztást, valamint a QuickTime Streaming Server-t az audio- és videó streaming szolgáltatásokhoz. A NetBoot szolgáltatás lehetővé tette, hogy a kliensek hálózaton elérhető tárhelyen tárolt operációs rendszerről indítsák el a számítógépet, míg a WebObjects webalkalmazás-fejlesztő környezetet biztosított. A szerver adminisztrációs eszközök között szerepelt a Server Admin és a Workgroup Manager, amelyek megkönnyítették a szerverek kezelését.
Ezek mellett a szerver adminisztrációt és menedzsmentet különböző eszközök, például a Server Admin és a Workgroup Manager támogatták, amelyek intuitív kezelőfelületeken keresztül tették lehetővé a szerverek egyszerű konfigurálását és felügyeletét. A WebObjects szoftver segítségével a felhasználók fejlett webalkalmazásokat fejleszthettek és futtathattak, így a Power Mac G4 szerverek ideálisak voltak mind a kisvállalkozások, mind a nagyobb vállalati környezetek számára.
Hat Power Mac G4-ből alakított ki az Apple szerver gépet:
- Macintosh Server G4 (AGP Graphics), PowerPC 7400 (G4) processzor, 350, 400, 450 és 500 MHz,
- Macintosh Server G4 (Gigabit Ethernet), duál PowerPC 7400 (G4) processzor, 450 és  500 MHz,
- Macintosh Server G4 (Digital Audio), single és duál PowerPC 7410 (G4) processzor, 533 MHz,
- Macintosh Server G4 (QuickSilver), duál PowerPC 7450 (G4) processzor, 800 MHz,
- Macintosh Server G4 (QuickSilver 2002), PowerPC 7455 (G4) processzor, 1 GHz,
- Macintosh Server G4 (Mirrored Drive Doors) duál PowerPC 7455 (G4) processzor, 1 és 1,25 GHz.

## Power Macintosh G3 és G4 ezerverek az időben
| Apple AWS, Network és Power Macintosh G3/G4 szerverek idővonalon |
| --- |
| A színek kezdete a bemutató időpontja, a forgalmazás több esetben is hónapokkal később kezdődött. Megeshet, hogy egy csík végét kitakarja egy másik csík eleje. Előfordul, hogy a gyártás befejezését követően még egy ideig forgalomban marad a gép adott verziója. |